# Boris Rotenberg
Boris Romanovič Rotenberg (rusky: Борис Романович Ротенберг; * 3. ledna 1957, Leningrad, Sovětský svaz) je ruský podnikatel a oligarcha blízký ruskému prezidentovi Vladimiru Putinovi, který disponuje také finským občanstvím.
Spolu s bratrem Arkadijem Rotenbergem je spoluvlastníkem SGM group, největší stavební firmy v Rusku pro výstavbu plynovodů a elektrického vedení. Tato společnost měla největší podíl na zatím nedokončené stavbě plynovodu South Stream a velké zisky měla i ze zakázek na stavby pro Zimní olympijské hry 2014 v Soči.